# 堤貞夫
堤 貞夫（つつみ さだお、1934年（昭和9年） - ）は、日本の鉱床学者（地球科学者）。工学博士。早稲田大学名誉教授。専門は鉱物学。群馬県利根郡久呂保村（現：昭和村）生まれ。

## 略歴
1957年、早稲田大学第一理工学部鉱山学科を卒業。1962年、同大学院理工学研究科博士課程を修了。のち同大学教育学部教授。2005年3月定年退職、名誉教授。
大学では稲門地学会会長、循環型環境技術研究会会長、また1981年から2005年までバスケットボール部の部長を務めた。
2013年4月瑞宝中綬章受章。